# Harry Fane
Harry Fane (ur. 26 listopada 1778, zm. 24 marca 1840) – brytyjski wojskowy, uczestnik wojny na Półwyspie Iberyjskim, deputowany do Izby Gmin i głównodowodzący wojsk brytyjskich w Indiach.
Do wojska wstąpił w 1792 r. jako kornet 7 pułku dragonów gwardii. Wkrótce został porucznikiem 55 pułku piechoty. W latach 1793–1794 był adiutantem lorda namiestnika Irlandii. W latach 1793–1804 służył w 4 pułku dragonów, a następnie przeniósł się do 1 pułku dragonów.
Fane, w randze brygadiera-generała, dowodził brygadą w armii generała Arthura Wellesleya w bitwie pod Vimeiro, gdzie bronił wioski przez atakami Francuzów. Podczas ekspedycji Johna Moore’a w 1809 r. dowodził 2 Brygadą w 3 Dywizji generała Frasera. Był obecny na polu bitwy pod La Coruną, ale nie brał w niej udziału.
Następnie dowodził Brygadą Ciężkiej Kawalerii, która stacjonowała w portugalskim Abrantes. W 1809 r. dowodził nią w bitwie pod Talaverą. W maju 1810 r. otrzymał dowództwo nad brygadą składającą się z 13 pułku lekkich dragonów i 4 pułków portugalskich. Przydzielony do 2 Dywizji generała Rowlanda Hilla brał udział w bitwie pod Buçaco.
Przed końcem 1810 r. chory Fane wyjechał do Wielkiej Brytanii. W 1813 r. został generałem-majorem. 20 maja otrzymał komendę nad brygadą złożoną z 3 pułku dragonów Gwardii i 1 pułku królewskich dragonów. Brał udział w bitwie pod Vitorią. W 1814 r. brał udział w walkach na południu Francji, w bitwach pod Orthez i Tuluzą.
Fane był deputowanym do Izby Gmin z okręgów Lyme Regis (1802–1816), Sandwich (1829–1830) i Hastings (1830–1831). W latach 1835–1839 był głównodowodzącym wojsk w Indiach. Miał dowodzić Armią Indusu podczas inwazji na Afganistan w 1839 r., ale odszedł ze stanowiska po sporach z gubernatorem generalnym lordem Aucklandem. Zmarł w 1840 r.